# Pinacantha
Pinacantha es un género monotípico de planta herbácea perteneciente a la familia Apiaceae. Su única especie es: Pinacantha porandica.

## Taxonomía
Pinacantha porandica fue descrita por Alexander Gilli y publicado en Feddes Repertorium Specierum Novarum Regni Vegetabilis 61: 207. 1959.
Sinonimia
- Peucedanum porandicum (Gilli) Rech.f. & Riedl[2]